# To nije tajna
To nije tajna, hrvatski glazbeni album iz 1969. godine VIS-a Žeteoca. Antologijski je album hrvatske duhovne glazbe. Objavljen na LP-u. Drugi je objavljeni rock LP uopće snimljen na hrvatskome. Objavio ga je Glas Koncila na prešama Jugotona, u produkciji maestra Gotovca. Album je bio ukorak sa svjetskim glazbenim tijekovima. Karakterizira ga kršćanska hipijevština. Poput ostatka domaćega rocka 1960-ih, pun je prerada i prepjeva. Postigao je potpun uspjeh. Jugoton ga je pet puta reizdao, jedno je izdanje bilo u Švedskoj. Zadnje reizdanje bilo je Croatia Recordsa 2009. godine. Na albumu su izveli skladbe Stuarta Hamblena, Aiméa Duvala,  Alfreda Fluryja, Mije Bergovca, Arsena Dedića,  Marijana Makara.

## Vanjske poveznice
- (eng.) Žeteoci Discogs